# Nagy Miklós (könyvtáros)
Nagy Miklós (Dés, 1881. január 27. – Budapest, 1962. március 12.) magyar könyvtáros, történész, 1921 és 1940 között az Országgyűlési Könyvtár igazgatója, a Magyar Tudományos Akadémia levelező tagja.

## Élete
Nagy Miklós (1839–1906), ügyvéd, és mezőtelegdi Telegdy Fruzsina (1856–1905), fiaként született a Szolnok-Doboka vármegyei Désen. Középiskolai tanulmányait Kolozsváron végezte, majd a Budapesti Tudományegyetem Jog- és Államtudományi Karának hallgatója lett, ahol 1904-ben szerzett államtudományi doktorátust. Egyetemi tanulmányai alatt, 1901-ben a képviselőház napidíjasa lett, majd 1904-től 1907-ig naplószerkesztő segédtisztként dolgozott. 1907 és 1917 között a Képviselőházi Könyvtár segédkönyvtárnoka volt.
Az első világháború alatt, 1915-ben rövid ideig az keleti fronton szolgált. Miután felmentették a szolgálat alól, hosszabb ideig egyedül látta el a könyvtár mindennapi teendőit. 1917-ben könyvtárnok, 1918-ban főkönyvtárnok lett, és az év végéig Plechl Béla igazgató helyett vezette a könyvtárat. 1920-ban címzetes igazgató lett. Gaál Gaszton, a nemzetgyűlés elnöke 1921 decemberében nevezte ki az Országgyűlési Könyvtár igazgatójának, tisztségét 1940-es nyugdíjazásáig viselte. 1926 és 1934 között a Tisza-évkönyv szerkesztője volt. 1927-ben a Magyar Tudományos Akadémia levelező tagjává választották, székfoglalóját A Ghyczyek a magyar nemzet történelmében címmel tartotta 1928 novemberében. 1939-ben az Institut International d Histoire Politique et Constitutionelle nevű nemzetközi politika- és alkotmánytörténeti intézet tagjává választották.
Történészként a 19. és 20. századi magyar történelemmel, alkotmánytörténettel, művelődéstörténettel, elsősorban a magyarországi nemzetiségi kérdés történetével, a trianoni békeszerződés történeti előzményeivel, valamint az ezzel összefüggő jogi és történeti kérdésekkel foglalkozott. Könyvtárosként szorgalmazta és előkészítette a kötelespéldány-törvényt, melyet 1922-ben az ő megfogalmazásában terjesztett a parlament elé Klebelsberg Kuno vallás- és közoktatásügyi miniszter. Feldolgozta az Országgyűlési Könyvtár történetét is.
Élénken részt vett a Horthy-korszak szakmai és társadalmi közéletében. Elnökségi tagja volt a Magyar Könyvtárosok és Levéltárosok Egyesületének és a Magyar Külügyi Társaságnak, valamint tagja volt a Magyar Revíziós Liga, a Magyar Nemzeti Szövetség, a Bethlen Gábor Szövetség, a Magyar-Székely Szövetség és a Magyar Protestáns Irodalmi Társaság választmányának is. Hosszú ideig a Szilágyi Dezső téri református templom gondnoka és presbitere volt. Kiválónak beszélt latinul, németül, franciául és románul is.
1949-ben az MTA tanácskozó taggá minősítette vissza, haláláig visszavonultan, rossz anyagi körülmények között élt. 1962-ben hunyt el Budapesten, 81 éves korában. Halála után, 1989-ben az MTA visszaállította levelező tagságát. A Farkasréti temetőben nyugszik, sírját 2004-ben védetté nyilvánították.
Házastársa felsővisói Fináczy Edit volt, Fináczy Ernő (1860–1935) pedagógus, egyetemi tanár lánya, akit 1908. július 11-én vett nőül.

## Főbb művei
- Az általános, egyenlő, titkos választójog és a magyar választójogi reform (Budapest, 1911)
- A magyarországi nemzetiségi kérdés története (Budapest, 1923)
- Az Országgyűlési Könyvtár története (Budapest, 1929)
- 1929 A Ghyczyek a magyar nemzet történetében. Turul 1929/1-2 (akadémiai székfoglaló 1928-ban)